# Villospår (1998)

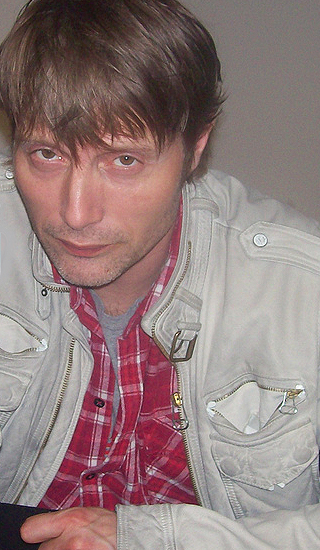
Den danska skådespelaren Mads Mikkelsen som spelar en av huvudrollerna i filmen

Villospår (isländska: Rauđ Síld, danska: Vildspor, engelska: Wildside), är en isländsk-dansk thriller/dramafilm från 1998. Filmens regi är skapad av den danska filmregissören Simon Staho. Skådespelarna är: Mads Mikkelsen, Nikolaj Coster-Waldau, Nukâka Coster-Waldau, Pálína Jónsdóttir, Egill Ólafsson, Sævar Örn och m.m. Den spelades in på Island.